# 열 안정성
열 안정성(熱安定性, 영어: thermal stability)은 열역학에서 수역의 안정성과 혼합에 대한 저항을 나타낸다. 열 안정도(熱安定度)라고도 한다. 열 안정성은 물을 균일한 물 밀도로 변환하는 데 필요한 일이다. 슈미트 안정성 "S"는 일반적으로 평방 미터 당 줄(J/m2)로 측정된다.

## 같이 보기
- 열역학
- 수역

## 더 읽을거리
- Gwidon W. Stachowiak and Andrew W. Batchelor (2005). 《Engineering Tribology》. Butterworth–Heinemann. 39–40쪽. ISBN 9780750678360.